# The Troubadour
The Troubadour — легендарний нічний клуб, розташований у Західному Голлівуді на бульварі Санта-Моніка, поряд з кордоном районів Західний Голівуд та Беверлі-Гіллз. Він був заснований Дагом Вестоном 1957 року і існує досі.

## Історія
Заклад під назвою The Troubadour було відкрито Дагом Вестоном в 1950-х роках на Сансет-стріп в Західному Голлівуді, спочатку він був всього лише кав'ярнею. В 1957 році власник переніс The Troubadour на бульвар Санта-Моніка та заклад став позиціонуватися як музичний нічний клуб. В 1960-х роках The Troubadour був центром фолк-культури, в ньому виступали Боб Ділан, Ніл Янг, Джоні Мітчелл та інші виконавці. За наполяганням Дага Вестона електронні інструменти не звучали на сцені клубу аж до 1967 року. В 1970-х молоді музиканти шикувалися в чергу, щоб дати 15-хвилинний виступ в The Troubadour. У цей період клуб зіграв важливу роль у становленні та розвитку музичної кар'єри Тома Вейтса, Леонарда Коена та Елтона Джона. В 1980-х The Troubadour став центром культури хеві-і глем-металу. Тут починали такі гурти як Motley Crue, W.A.S.P. і Guns N' Roses. В 1999 році помер засновник The Troubadour Даг Вестон, але клуб не припинив свого існування. В 2009 році NBC нагородив його титулом «Найкраще місце в Лос-Анджелесі», а 2010 року таблоїд LA Weekly — «найкращим рок-баром у Лос-Анджелесі». The Troubadour продовжує приймати у своїх стінах як початківців, так і визнаних музикантів донині.